# Lars Fredrikson
Lars Fredrikson (né le 4 avril 1926 à Stockholm et mort le 18 mars 1997 à Vevouil dans le Vaucluse) est un artiste cinétique, illustrateur et graveur suédois établi dans le sud de la France à partir des années 1960.
Peintre, dessinateur, sculpteur, plasticien, il est considéré comme un pionnier dans la création sonore expérimentale.
Élève de l'Académie de la Grande Chaumière 1948.
Il a fait l'objet d'une rétrospective au Musée d'Art Moderne et d'Art Contemporain de Nice, du 16 novembre 2019 au 22 mars 2020,.

## Collections publiques
- Musée d’Art Moderne de la Ville de Paris
- Fondation Maeght, Saint-Paul de Vence[7].
- Musée Cantini, Marseille
- Université de Sydney[1]

## Expositions collectives
- Institut suédois Paris (2024)